# Diocophora trichogaster
Diocophora trichogaster är en tvåvingeart som beskrevs av Borgmeier 1963. Diocophora trichogaster ingår i släktet Diocophora och familjen puckelflugor.
Artens utbredningsområde är Florida. Inga underarter finns listade i Catalogue of Life.